# Kertanegara (Madang Suku II)
Kertanegara is een bestuurslaag in het regentschap Ogan Komering Ulu van de provincie Zuid-Sumatra, Indonesië. Kertanegara telt 930 inwoners (volkstelling 2010).